# The Spiral
The Spiral est une série télévisée néerlandaise, belge et suédoise, diffusée à partir du 3 septembre 2012 simultanément sur neuf chaînes de télévision. En France, la série est diffusée sur Arte.

## Synopsis
Un groupe clandestin d'artistes contestataires dérobe six toiles de maître dans six musées d'Europe. Les membres du groupe sont tués un par un. Deux enquêteurs européens mènent l'enquête.

## Fiche technique
- Réalisateur : Hans Herbots
- Scénaristes : Carl Joos, Paul Jan Nelissen, Ben Zlotucha
- Production : Caviar Films
- Coproduction : VRT, SVT, VARA, NRK, YLE, TV3, ARTE
- Producteurs : Peter De Maegd, Bert Hamelinck

## Distribution
- Johan Leysen : Arturo
- Lien Van De Kelder : Rose Dubois
- Tommi Korpela : Juha Virtanen
- Tuva Novotny (VF : Véronique Borgias) : Sigrid
- Teun Luijkx (VF : Sébastien Boju) : Max
- Paw Henriksen : Jacob
- Thomas Ryckewaert : Francis
- Viktoria Winge : Ella
- Elmer Bäck : Oskar

 Source et légende : version française (VF) sur RS Doublage

## Une série interactive
Grâce au site http://www.thespiral.eu/ (maintenant clos), les internautes pouvaient déceler où étaient entreposés les tableaux volés.